# 麻希のいる世界
『麻希のいる世界』（まきのいるせかい）は、2022年1月29日に公開された日本映画。監督は塩田明彦、主演は新谷ゆづみと日髙麻鈴。劇中歌は向井秀徳が提供している。
重い持病を抱える高校2年生の女子が美しい歌声を持つ同級生の女子と出会ってバンドを結成し、さらに軽音部の男子が音楽作りに加わることで、それまでの日常が一変していく様を描く。
キャッチコピーは「世界のすべてを敵にまわしても君さえいればそれでいい」。
2021年10月30日から11月7日まで開催された第22回東京フィルメックスで、特別招待作品として11月6日に先行上映が行われ、舞台挨拶では監督の塩田とともに新谷と日髙が登壇した。

## 製作
本作は監督の塩田によるオリジナル脚本であるが、塩田が自身の監督作品『さよならくちびる』で新谷と日高に出会い、その魅力を最大限に引き出すため彼女たちを想定して書いたという。
なお、本作での新谷と日髙の役名は『さよならくちびる』での役名と同じになっているが、関連については「設定は過去のいくつかの作品に通じるものがあるのですが、あくまで新たなオリジナル作品として創作しております」と、塩田がコメントしている。

## キャスト
青野由希
演 - 新谷ゆづみ
高校2年生。重い持病を抱え、生きることへの希望が持てずにいる。
麻希と運命的に出会い、バンドを結成しようとする。
牧野麻希
演 - 日髙麻鈴
由希の同級生。美しい歌声を持つ。 由希といつしか行動を共にすることになる。
井波祐介
演 - 窪塚愛流
軽音部所属。由希に好意を持っており、彼女たちの音楽作りに協力する。
岩佐優子
演 - 鎌田らい樹
城島聡美
演 - 八木優希
由希たちのバンドに加わろうとするが、茂樹が辞めたため一緒に辞めてしまう。
津田茂樹
演 - 大橋律
バンドに加わろうとするが、麻希と上手くいかず辞めてしまう。
金物屋店長
演 - 松浦祐也
麻希のバイト先の店長。
青野良枝
演 - 青山倫子
由希の母。宗介との再婚を考えている。
井波宗介
演 - 井浦新
祐介の父。医師。息子・祐介と由希のことで悩んでいる。

## スタッフ
- 監督・脚本：塩田明彦
- 劇中歌：NUMBER GIRL「排水管」、向井秀徳アコースティック＆エレクトリック「ざーざー雨」[2]
- 製作：志摩俊樹、山口貴義
- 撮影：中瀬慧
- 配給：シマフィルム
- 配給協力・宣伝：プレイタイム